# 이베코 스트랄리스
이베코 스트라리스(영어: Iveco Stralis)는 이탈리아의 이베코 사가 생산하는 대형 트럭이다.

## 개요
이베코 스트라리스는 2002년에 유로스타의 후속 차종으로 출시되었다. 대한민국에서 2004년 LG상사와 계약을 맺으면서 트레일러, 덤프 트럭을 판매하기 시작하여 2010년까지 판매했다가 2010년에 LG상사와 계약을 해지하면서 대한민국에서 판매가 중단이 되었다. 2012년에 CXC를 통해서 생산을 재개했지만 CXC가 판매를 포기하면서 사실상 도입이 중단되었다.

## 사진

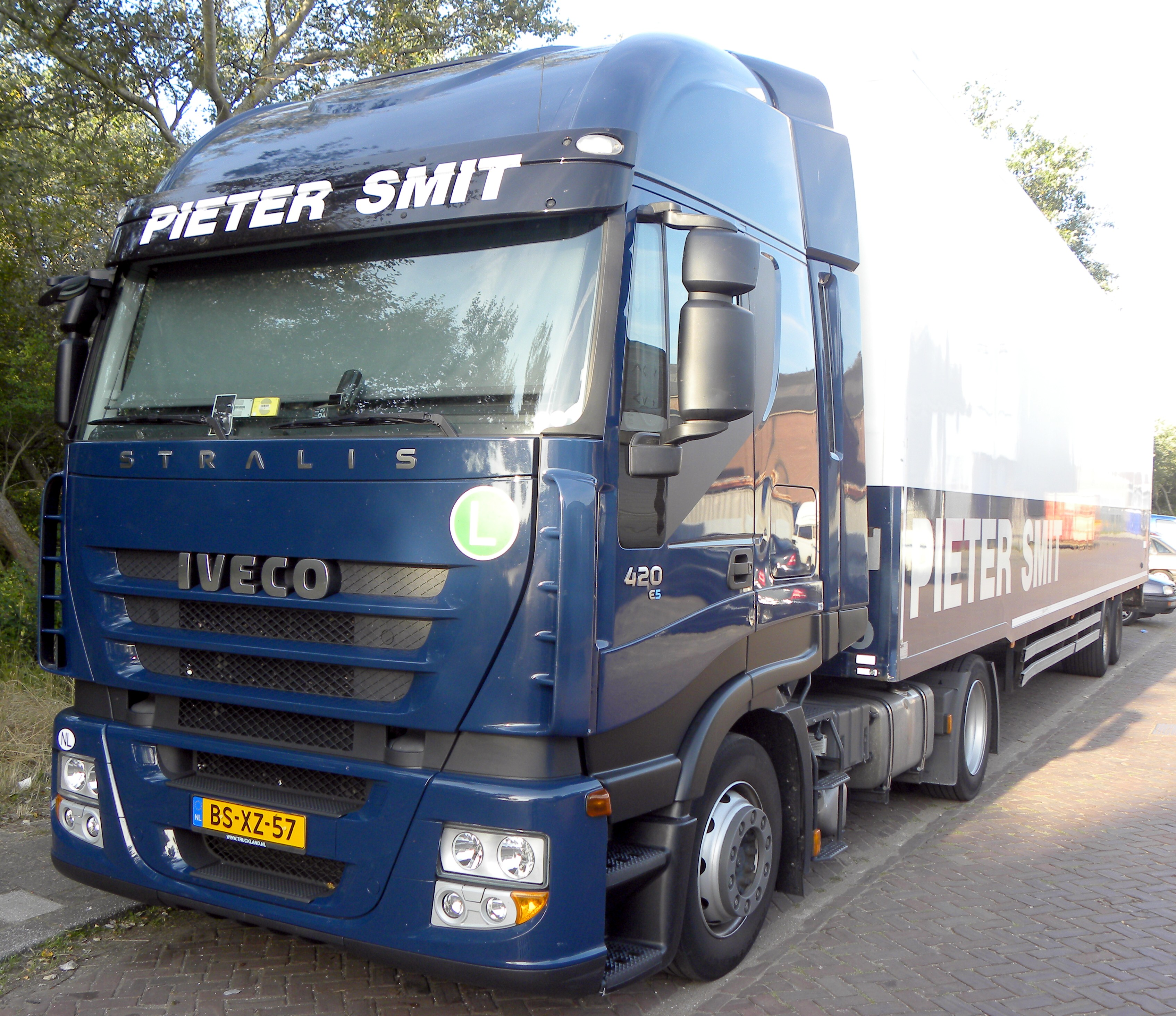
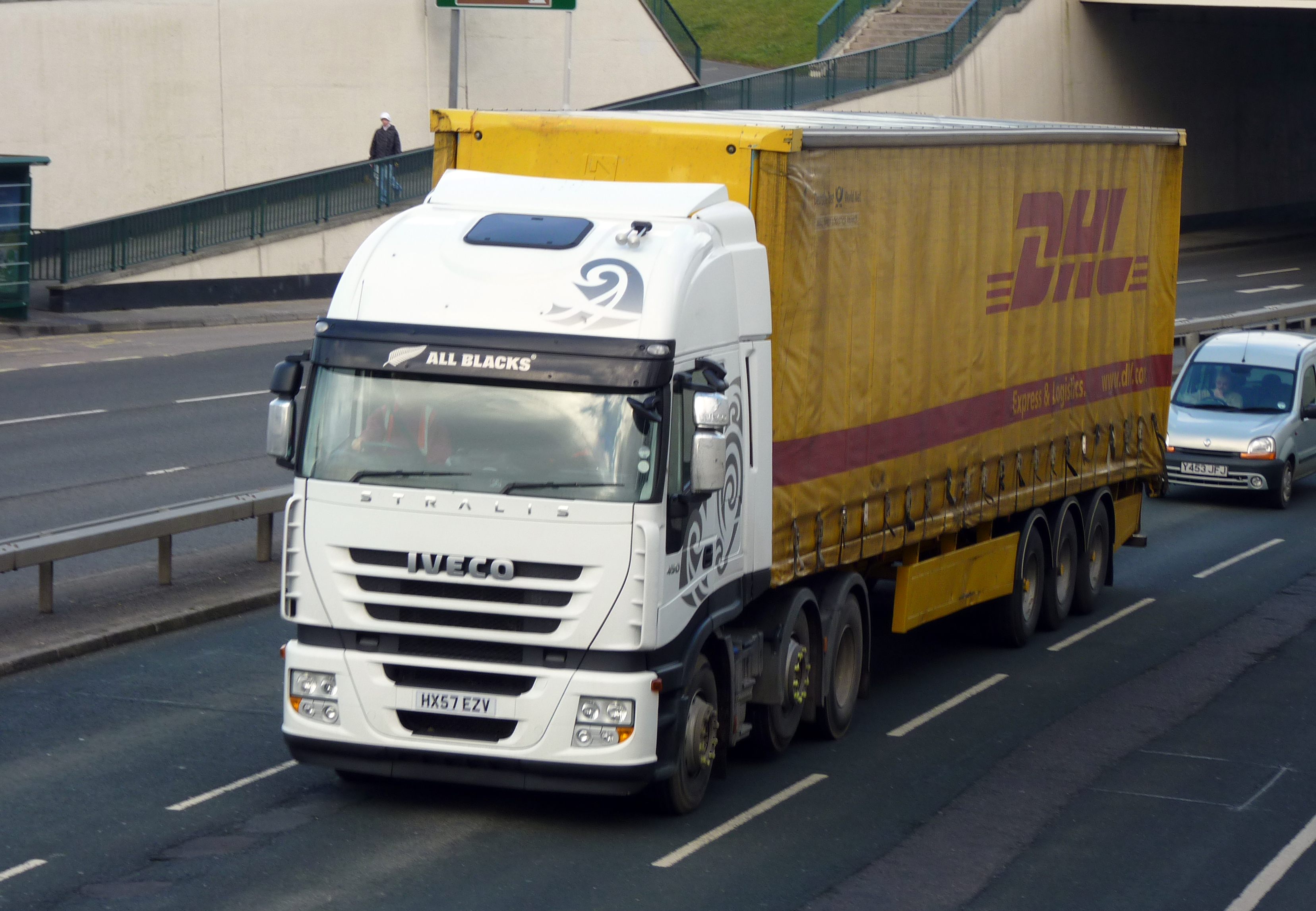
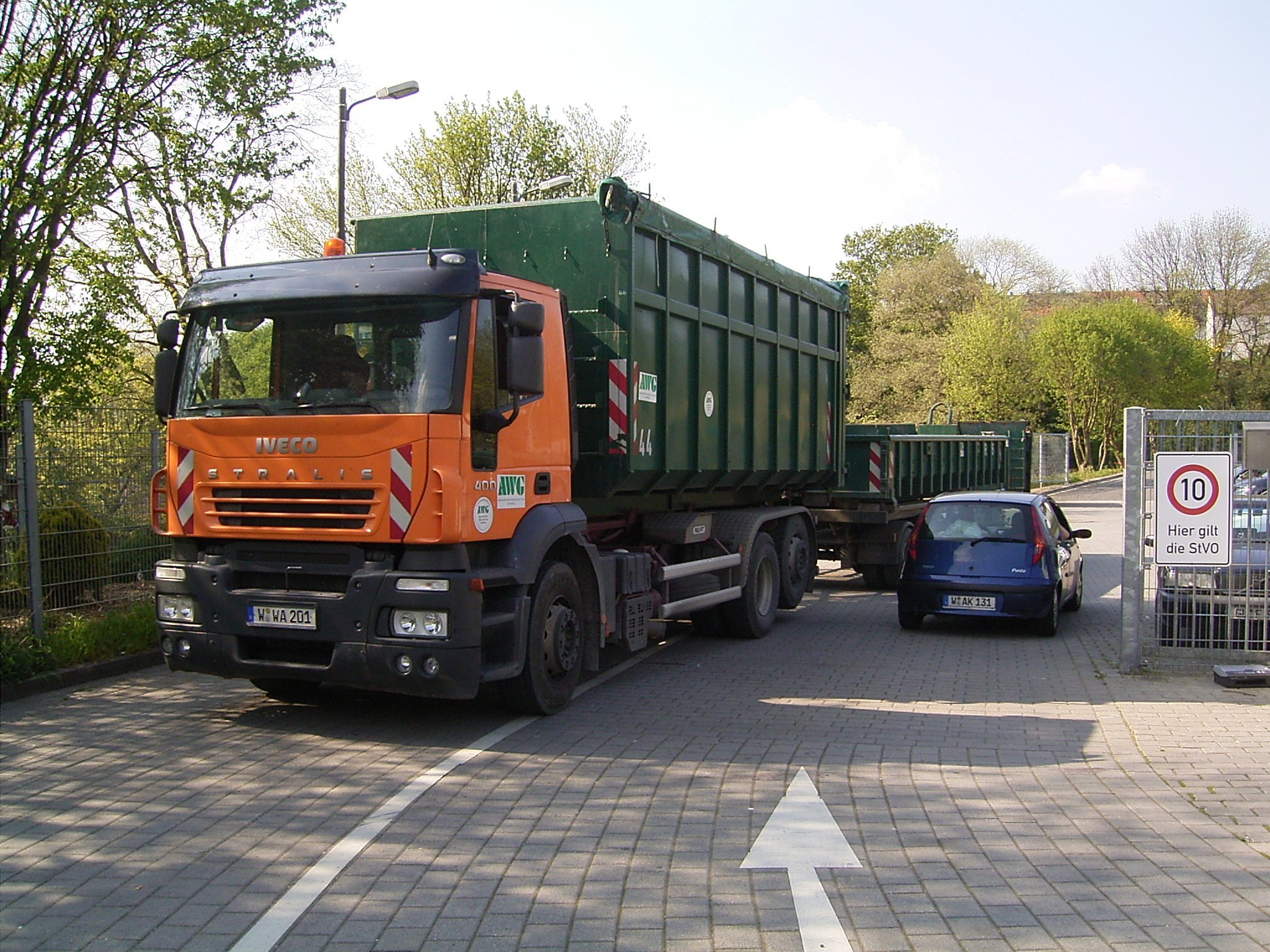
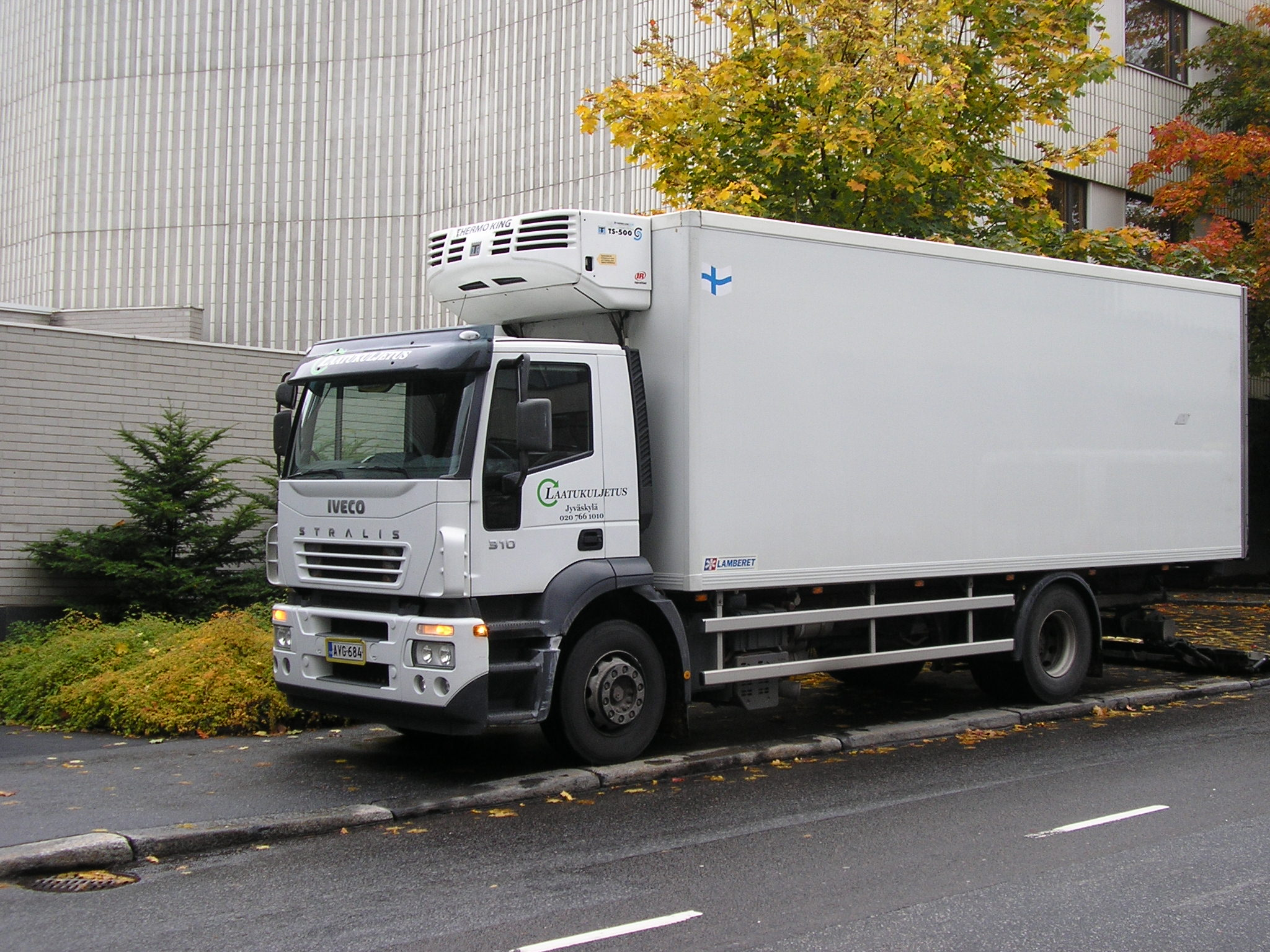
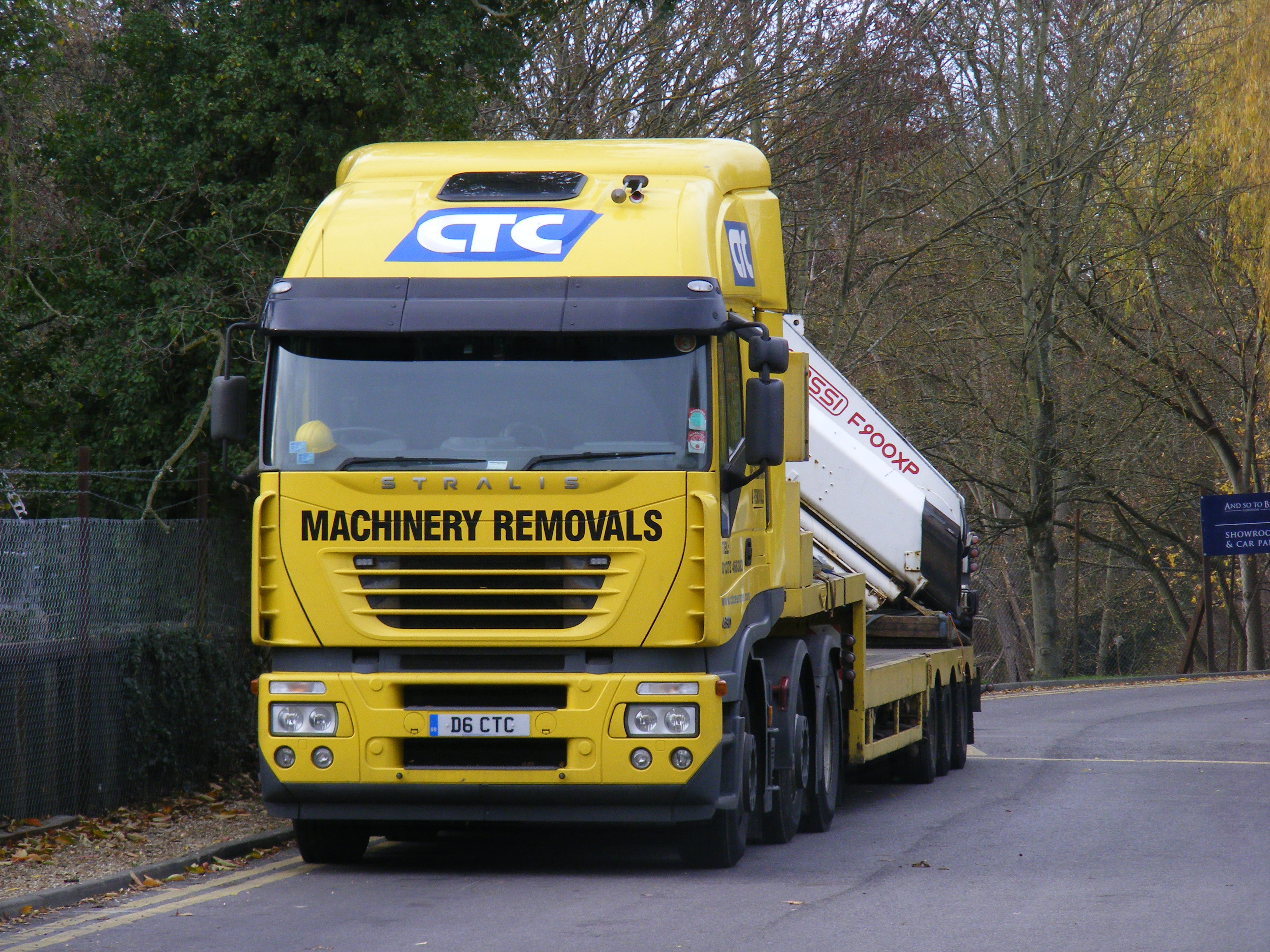